# Gerard Aarnout Hasselaar
Gerard Aernout Hasselaer of Gerard Aarnout Hasselaar (21 februari 1698 - 12 juli 1766), was burgemeester van Amsterdam van 1748 tot 1765 en representeerde de stadhouder bij de Admiraliteit van Amsterdam. Als gevolmachtigd afgezant van de Republiek nam hij deel aan de ondertekening van de Vrede van Aken, die op 18 oktober 1748 een einde maakte aan de Oostenrijkse Successieoorlog (1740-1748) en daarmee de Franse belegering der Nederlanden. De stukken kreeg hij een paar uur van tevoren ter inzage.

## Biografie
G.A. Hasselaer studeerde rechten in Leiden en werd benoemd als advocaat aan het Hof van Holland. Hij kocht in 1737 het stamhuis van de familie Van Loon: Keizersgracht 452, naast het Molenpad. Rond 1740 liet hij handbeschilderd behang aanbrengen.
Nauwelijks teruggekeerd uit Aken en na het Pachtersoproer en de activiteiten van de doelisten en van Mattheus Lestevenon werd Hasselaer tot burgemeester benoemd. Hasselaer was reeds bewindhebber van de VOC en werd in 1748 ambachtsheer van Amstelveen. Vanaf 1753 werd hij directeur van de Koninklijke Hollandsche Maatschappij der Wetenschappen te Haarlem.
In 1756 trouwde een van zijn twee - om hun schoonheid beroemde - dochters Catharina Elisabeth met Lieve Geelvinck, een zoon van oud-burgemeester Nicolaes Geelvinck. In het jaar daarop was zij reeds weduwe. Zij behoorde tot de intieme vrienden van Belle van Zuylen en James Boswell, die verliefd op haar werd en haar steeds de weduwe Geelvinck noemde.
Hasselaer stierf op zijn landgoed Bosbeek, dat hij in 1736 had gekocht en waarvan hij liet het interieur liet verfraaien door Jacob de Wit. Op Bosbeek had hij een Kunst- en rariteitenkabinet aangelegd: schelpen, sponsen, skeletten, gedroogde vissen, flessen met zeedieren op alcohol. Hasselaer was zo verzot op zeilen, dat hij zich nauwelijks met de gemeentepolitiek bemoeide en zijn collega's hun gang konden gaan. Hij was gedurende zijn leven vermaard om "zijn geweldig bulderen en vloeken".
- Biografisch Portaal: 08728466
- Gemeinsame Normdatei: 139283501
- International Standard Name Identifier: 0000 0000 7114 0845
- Nederlandse Thesaurus van Auteursnamen: 070076065
- Système universitaire de documentation: 199723583
- Virtual International Authority File: 100569393
- WorldCat: E39PBJxrWTfBcYDCXF3X9h3xXd